# Route nationale 25 (Luxembourg)
Pour les articles homonymes, voir Route nationale 25 et N25.
La route nationale 25 (luxembourgeois : Nationalstrooss 25) est une route nationale luxembourgeoise reliant le centre de Wiltz à la gare de Kautenbach. Son tracé, sinueux, longe la rive droite de la Wiltz sur toute sa longueur sans toutefois l'enjamber.

## Historique
La gare de Kautenbach, située sur la ligne du Nord de la Compagnie Guillaume-Luxembourg, permet le désenclavement de la région depuis son inauguration en décembre 1866. Située à 6 km à vol d'oiseau, la ville de Wiltz, chef-lieu et plus grande localité du canton de Wiltz, dispose alors ni d'un accès direct au chemin de fer, ni d'un chemin direct la reliant à la gare la plus proche.
Bien qu'il existe un projet ultérieur de chemin de fer entre la ligne du Nord et Bastogne par Wiltz, celui-ci est toujours incertain en 1866. Pour pallier rapidement cela, la construction d'une nouvelle route est décrétée le 23 novembre 1867 par arrêté royal grand-ducal. Un budget total maximal de 150 000 francs est attribué au projet sous la forme de trois tranches de 50 000 francs chacune, portées aux budgets 1867, 1868 et 1869 de l'État,,.

## Entités sur le parcours
- Canton de Wiltz
  - Wiltz (ville)
    - Wiltz (localité)

  - Goesdorf (commune)
  - Kiischpelt (commune)
    - Merkholtz (localité)
    - Kiischpelt (localité)

## Statistiques de fréquentation
L'Administration des ponts et chaussées du Luxembourg ne possède pas de point de comptage permanent sur le tracé de la route.

## Galerie d'images

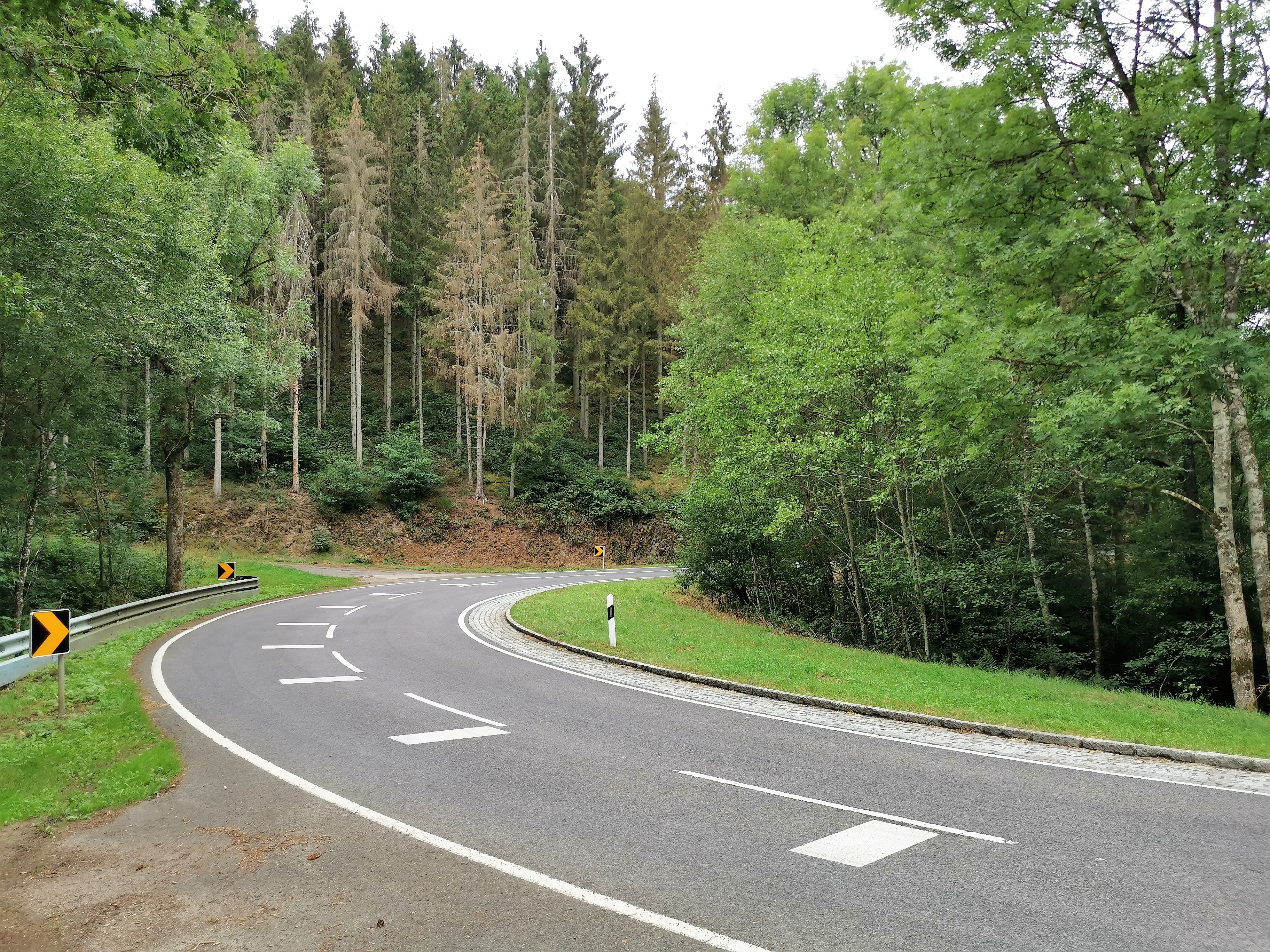
Tracé sinueux de la route en direction de Wiltz.
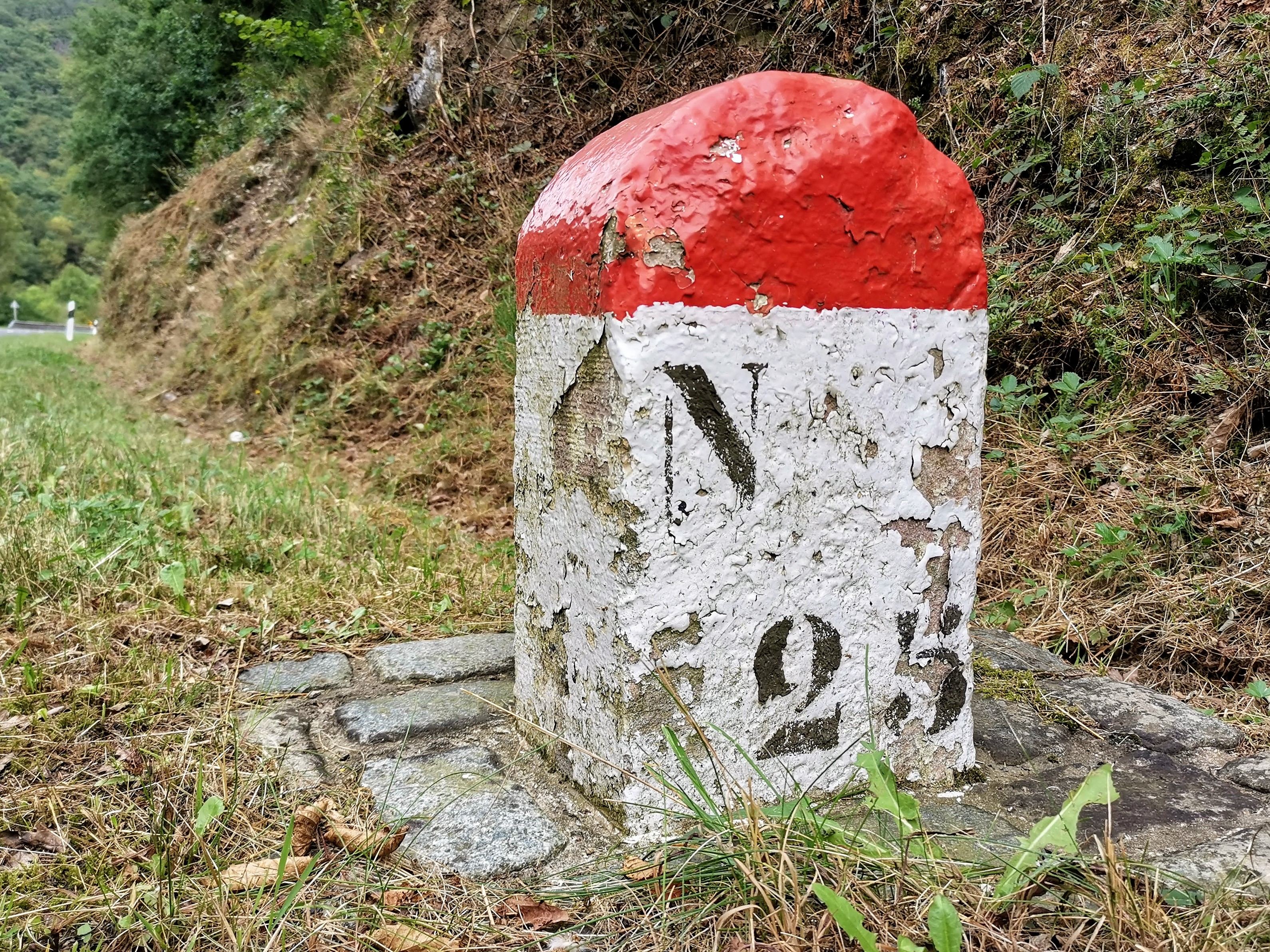
Ancienne borne kilométrique à proximité de Nocher.